# エッサイ

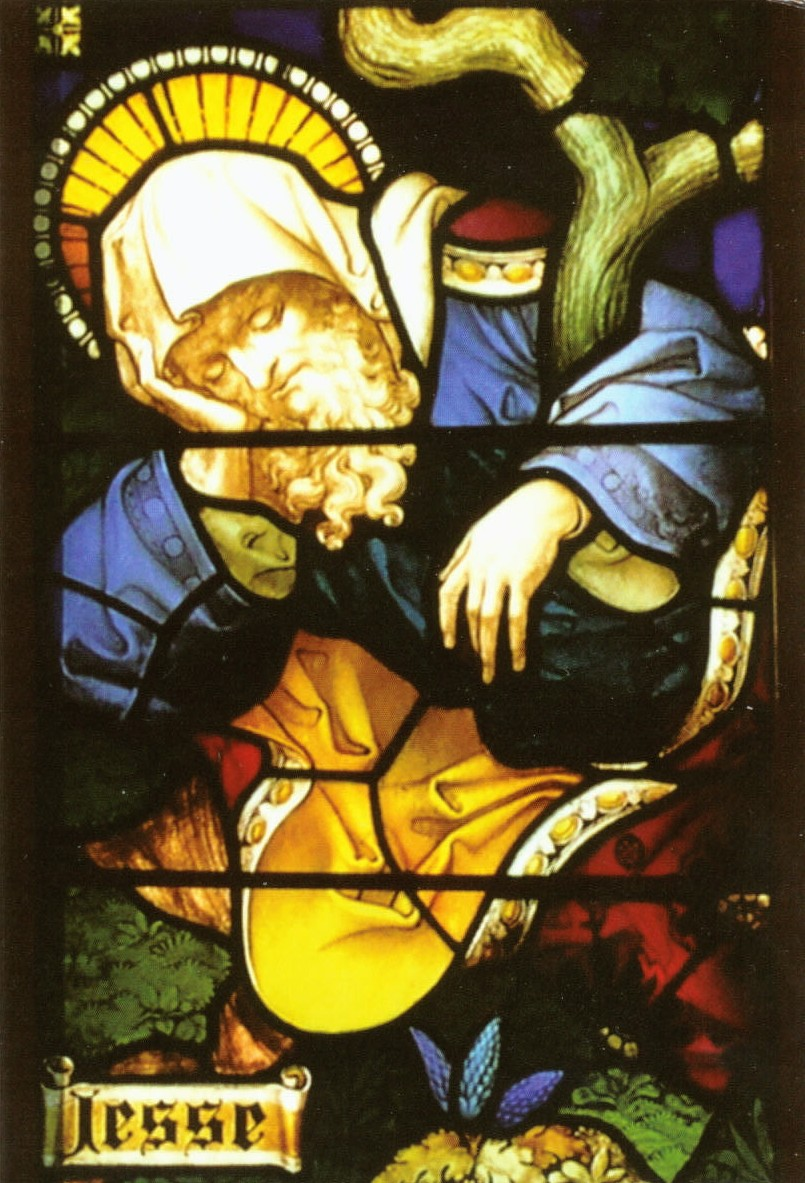
オール・セインツ教会にあるステンドグラスのエッサイの部分図。イングランドのイースト・サセックス州、ホーヴ

エッサイ（英語: JesseまたはYishay, ヘブライ語 יִשַׁי, ギリシア語: Ιεσσαί）とは、『旧約聖書』の登場人物。ヘブライ語יהוה（ヤハウェ）が存在する、あるいはヤハウェが賜る、あるいは王という意味。古代イスラエル王国第2代王ダビデの父。日本正教会ではイエッセイと転写される。

## 人物・略歴
『旧約聖書』によれば、ルツとボアズの孫で、イスラエル史上最大の繁栄をもたらし、後世理想の王とたたえられたダビデの父。また、ユダのベツレヘム出身で8人の息子がいたとされる。長男はエリアブ、次男はアビナダブ、三男はシャンマで、末の子がダビデだった。

### 末の子が王に選ばれる
預言者のサムエルはサウルに代わる王を探すため、神の指示によって年老いたエッサイの下へ遣わされた。サムエルは長男エリアブの容姿に感銘を受け、「自分の前にいるこの人こそ、主が油をそそがれる人だ」と思ったが、すぐ神に否定される。エッサイは自分の息子を順にサムエルに見せるが、どれも王となる者ではなかった。そこで、一番年下のダビデを連れて来させると、神はその子に油を注ぐよう指示した。
のちにサウル王が自分のために竪琴の名手を召すため、エッサイのもとへ来ると、彼は多くの贈り物とともにダビデを送り出した。サウル王はダビデをとても気に入ったため、ダビデは武器を執る者としてサウル王に仕える事になった。

### 息子たちの安否を確認
ペリシテ人が陣営を敷くと、エッサイの三人の息子は戦いに出向いた。エッサイはダビデに兄たちに食料を送り、安否を確認するよう指示した。長男エリアブは「戦いを見るために下ってきたのだ」と言ってダビデを非難した。

## エッサイとイエス
『新約聖書』「マタイ福音書」「ルカ福音書」には、イエス・キリストの両親の祖先にあたると記載される。
「イザヤ書」にはエッサイの子孫から公平と義なる裁き主が誕生する事が預言されている。パウロはこの聖句をイエス・キリストに当てはめて引用している。上述のように『新約聖書』ではエッサイをイエスの先祖のひとりに位置づけており、「マタイ福音書」「ルカ福音書」ではイエスはユダヤの町ベツレヘムにおいて聖母マリアから生まれたとされている。
また、正教会で歌われる降誕祭のイルモスは、キリストを「イエッセイの根より生ぜし枝及び其（その）花」と表現している。